# واهه تادوسیان
واهه تادوسیان (ارمنی: Վահե Թադեւոսյան)؛ زادهٔ ۱۷ اکتبر ۱۹۸۳ در ایروان) یک بازیکن فوتبال در پست مهاجم اهل ارمنستان است.

## باشگاهی
از باشگاه‌هایی که در آن بازی کرده‌است می‌توان به کوتایک، آرارات ایروان، بانانتس، و اولیس اشاره کرد.

## تیم ملی
وی همچنین در زیر ۲۱ سال ارمنستان بازی کرده‌است.